# В чест на Ел Лисицки
„В чест на Ел Лисицки“ (на хърватски: U čast El Lissitzkom) е картина от хърватския художник и скулптор Иван Пицели от 1956 г.
Картината е нарисувана с маслени бои върху платно и е с размери 96,3 x 96,3 cm. Това е една от най-значимите творби на Иван Пицели, докато е част от групата EXAT 51. Посветена е на руския художник, дизайнер, фотограф и архитект от еврейски произход Лазар (Ел) Лисицки.
Картината е част от колекцията на Музея за съвременно изкуство в Загреб, Хърватия.